# Kurt Lewin
Kurt Tsadek Lewin (Mogilno, provincia de Posen, Prusia, 9 de septiembre de 1890-Newtonville, Massachusetts, Estados Unidos, 12 de febrero de 1947) fue un psicólogo y filósofo alemán nacionalizado estadounidense, reconocido actualmente como uno de los pioneros de la psicología social experimental, la organizacional, de la personalidad y la aplicada.  Se interesó por investigar la psicología de grupos, el espacio vital y las relaciones interpersonales. Es considerado uno de «los cuatro grandes», junto con Max Wertheimer, Wolfgang Köhler y Kurt Koffka, de la Escuela de psicología de la Gestalt, en Berlín. Propuso la «teoría del campo» en ciencias sociales, y formó a otros autores fundamentales en psicología social. Destacan sus obras Una teoría dinámica de la personalidad (1935) y Resolución de conflictos sociales (1948).
Haggbloom y cols. (2012) lo ubican en el decimoctavo lugar en su revisión general de los grandes autores en psicología. Durante toda su vida combinó el estudio de la psicología con propuestas propias en filosofía de la ciencia, intentando vincular el desarrollo teórico con la investigación empírica en el estudio de la motivación, el desarrollo infantil, y el comportamiento social, humanizando los lugares de estudio o trabajo con la ayuda de la ciencia.

## Biografía
Nacido el 9 de septiembre de 1890, su madre fue Recha Engel (quien murió en un campo de concentración en 1944), y tuvo una hermana (Hertha Putzrath) y dos hermanos (Egon y Fritz). Kurt recibió una educación judía ortodoxa en casa, como uno de los 4 hijos de la familia Lewin perteneciente a la pequeña burguesía rural de Poznan, una localidad en el centro de Polonia. Su padre Leopold poseía junto con su hermano Max una granja, y la familia poseía una pequeña tienda de mercancías en general en la planta baja de su hogar, el cual dejaron en 1905 para mudarse a Berlín, donde Kurt estudió el bachillerato en el Kaiserin Augusta Gymnasium del barrio de Charlottenburg, durante tres años.
En 1909 comenzó a estudiar medicina en Friburgo de Brisgovia, pasando un semestre en Múnich para tomar cursos de biología, donde se involucró en activismo a favor de los derechos sociales de las mujeres. En abril de 1910 regresó a Berlín para continuar estudiando biología en la entonces llamada Real Universidad Federico-Guillermo, pero sus intereses a partir del año posterior fueron ampliándose, tomando 14 de sus cursos en el área de psicología (la variante fisiológica dominante en esa escuela) bajo Carl Stumpf, de manera que Kurt Lewin se doctoró en filosofía por la Universidad de Berlín en 1916 bajo su dirección, con una tesis sobre la «Ley básica de asociación».
En 1917 se casó con Maria Landsberg, con la que tuvo dos hijos: Esther Agnes (1919) y Reuven Fritz (1922). La pareja se divorció, y en 1929 Kurt se casó con Gertrud Weiss (1896-1987), con quien tuvo dos hijos más: Miriam (1931) y Daniel (1933).
En 1924, como tutor de Zeigarnik, realizó estudios sobre recuerdo de tareas incompletas.
Kurt Lewin, junto con Carl Hovland, Paul Lazarsfeld y Harold Lasswell, es considerado como uno de los «padres fundadores» de la investigación de los medios de comunicación de masas (Mass Communication Research).
Fue profesor en la Universidad de Berlín, donde prosiguió con su carrera académica. Sin embargo, en vista de la situación política, Lewin hizo contactos en los Estados Unidos desde el principio. En 1932 fue invitado a una cátedra visitante de seis meses en la Universidad de Stanford. En 1933, finalmente emigró y recibió un contrato de dos años en la Universidad de Cornell, en Ithaca; de allí se trasladó en 1935 a la Universidad de Iowa. Allí permaneció nueve años, impartiendo clases de psicología infantiles en la Child Welfare Research Station, hasta que en 1944 se trasladó al MIT. Finalmente, en el año 1940 se nacionalizó estadounidense.
En 1942 fue nombrado presidente de la Sociedad para el Estudio Psicológico de Temas Sociales (Society for the Psychological Study of Social Issues, en inglés). Dos años después, su madre murió en un campo de concentración alemán.
En 1944 Lewin abandonó Iowa y se marchó al Instituto de Tecnología de Massachusetts (MIT), estableciendo el Centro de Investigación para la Dinámica de Grupos (Research Center for Group Dynamics), donde se preocupó por hacer una teoría común sobre los grupos. En 1946, Lewin coordinó un grupo de investigadores que trabajó con grupos de diferentes clases.
En 1947 creó el Entrenamiento de Laboratorios Nacionales (National Laboratories Training) y a los pocos días, el 12 de febrero de 1947, murió por insuficiencia cardíaca, debida al exceso de trabajo, en Newtonville, Massachusetts.
Lewin murió en Newtonville, Massachusetts, de insuficiencia cardiaca en 1947. Fue enterrado en el cementerio Mount Auburn de Cambridge, Massachusetts. Su esposa falleció en 1987.

## Teoría
- Kurt Lewin es reconocido como el fundador de la psicología social moderna.[cita requerida]
- Contribuyó al desarrollo de la psicología de la Gestalt de manera significativa. Estudió en los grupos el concepto de distancia social.
- Investigación-acción: defendió la investigación básica resaltando la aplicación práctica.
- La teoría del campo, formulada por Lewin, afirma que las variaciones individuales del comportamiento humano con relación a la norma son condicionadas por la tensión entre las percepciones que el individuo tiene de sí mismo y del ambiente psicológico en el que se sitúa, el espacio vital.
- Esta teoría afirma que es imposible conocer el comportamiento humano fuera de su entorno, de su ambiente. La conducta ha de entenderse como una constelación de variables interdependientes, las cuales formarían el campo dinámico.
- Fue creador del concepto de dinámica de grupos, sobre el que afirmó: «El grupo es un todo emergente que es más que la suma de lo que pueden hacer sus participantes de forma separada».[cita requerida]

## Obras

### Obras traducidas al español
- 1935: Una teoría dinámica de la personalidad* 1938 • La representación conceptual y la medición de las fuerzas psicológicas
- 1939: Teoría del campo y experimentación en psicología social
- 1988: Lewin, Kurt. La teoría del campo en la ciencia social, Ed. Paidós Ibérica, Barcelona, 1988, ISBN 9788475094397
- 1973: Lewin, Kurt. Dinámica de la personalidad, Ed. Morata, 1973, ISBN 9788471121363

### Obras en inglés
- 1936: Principles of Topological and Vectorial Psychology
- 1946: Frontiers in Group Dynamics
- 1946: Psychological Problems in Jewish Education
- 1948: Resolving Social Conflicts
- 2008: Lewin, Kurt. Principles of topological and vectorial psychology, Ed. Read Books, 2008, ISBN 9781443727051
- Lewin, K. (1935). A dynamic theory of personality. New York: McGraw-Hill.
- Lewin, K. (1936). Principles of topological psychology. New York: McGraw-Hill.
- Lewin, K. (1938). The conceptual representation and measurement of psychological forces. Durham, NC: Duke University Press.
- Lewin, K., and Gertrude W. Lewin (Ed.) (1948). Resolving social conflicts: selected papers on group dynamics (1935–1946). New York: Harper and Brothers.
- Lewin, K., and Dorwin Cartwright (Ed.) (1951). Field theory in social science. New York: Harper.
- Lewin, K. (1997). Resolving social conflicts & Field theory in social science. Washington, D.C: American Psychological Association.
- Lewin, K., and Martin Gold (Ed.). (1999). The complete social scientist: a Kurt Lewin reader. Washington D. C.: American Psychological Association.

### Obras en alemán
- Lewin, K., (1980). Kurt Lewin Werkausgabe (Kurt Lewin Collected Works) Ed. Karl Friedrich Graumann, Stuttgart, Klett; 4 Números, contiene varias obras, que fueron publicadas de su herencia o nunca traducido al inglés
- Lewin, K. (2009). Kurt Lewin Schriften zur angewandten Psychologie. Aufsätze, Vorträge, Rezensionen, Ed. Helmut E. Lück, Vienna, Verlag Wolfgang Krammer, ISBN 978-3-901811-46-3; contiene varios artículos inéditos

## Principales áreas de trabajo

### Investigación-acción
Lewin, entonces profesor del MIT, acuñó por primera vez el término investigación-acción hacia 1944, y aparece en su artículo de 1946 "Action Research and Minority Problems" (Investigación-acción y problemas de las minorías),. en el que describía la investigación-acción como "una investigación comparativa de las condiciones y efectos de diversas formas de acción social e investigación conducente a la acción social" que utiliza "una espiral de pasos, cada uno de los cuales se compone de un círculo de planificación, acción y averiguación de hechos sobre el resultado de la acción" (a veces se denomina espiral lewiniana).

### Ecuación de Lewin
La ecuación de Lewin, B = ƒ(P, E), 
Donde B es el comportamiento (Behaviour) ,  P es la persona (person) y E es el entorno (environment).
Es una ecuación psicológica del comportamiento desarrollada por Kurt Lewin. Afirma que el comportamiento es una función de la persona en su entorno.
La ecuación es una fórmula muy conocida del psicólogo en psicología social, de la que Lewin fue un pionero moderno. Cuando se presentó por primera vez en el libro de Lewin Principios de psicología topológica, publicado en 1936, contradecía la mayoría de las teorías populares en el sentido de que daba importancia a la situación momentánea de una persona para comprender su comportamiento, en lugar de basarse por completo en el pasado.

### Dinámica de grupo
En un artículo de 1947, Lewin acuñó el término "dinámica de grupo". Describió esta noción como la forma en que los grupos y los individuos actúan y reaccionan ante circunstancias cambiantes. Este campo surgió como un concepto dedicado al avance del conocimiento sobre la naturaleza de los grupos, sus leyes, establecimiento, desarrollo e interacciones con otros grupos, individuos e instituciones. Durante los primeros años de investigación sobre los procesos grupales, muchos psicólogos rechazaron la realidad de los fenómenos grupales. Los críticos compartían la opinión de que los grupos no existían como entidades científicamente válidas. Los escépticos afirmaban que las acciones de los grupos no eran más que las de sus miembros considerados por separado. Lewin aplicó su fórmula del interaccionismo, B = ƒ(P, E), para explicar los fenómenos grupales, en los que las características personales de un miembro (P) interactúan con los factores ambientales del grupo, (E) sus miembros, y la situación para provocar un comportamiento (B). Dada su formación en psicología de la Gestalt, Lewin justificó la existencia del grupo utilizando la máxima "El todo es mayor que la suma de las partes". Teorizó que cuando un grupo se establece se convierte en un sistema unificado con cualidades sobrevenidas que no pueden comprenderse evaluando a sus miembros individualmente. Esta noción -que un grupo está compuesto por algo más que la suma de sus miembros individuales- obtuvo rápidamente el apoyo de sociólogos y psicólogos que comprendieron la importancia de este campo emergente. Muchos pioneros observaron que la mayoría de los fenómenos grupales podían explicarse según la ecuación y la perspicacia de Lewin, y se silenciaron las opiniones contrarias. El estudio de la dinámica de grupo sigue siendo relevante en la sociedad actual, donde un gran número de profesiones (por ejemplo, los negocios y la industria, la psicología clínica y de asesoramiento, el deporte y el ocio) dependen de sus mecanismos para prosperar.
Una contribución muy importante de Lewin fue el desarrollo de la comunicación de grupo y la dinámica de grupo como facetas principales de la disciplina de la comunicación. Lewin y sus investigadores asociados abandonaron la tendencia preexistente de la psicología individualista y ampliaron su trabajo para incorporar una perspectiva macro en la que se centraban en la "psicología social de la comunicación en grupos pequeños" (Rogers 1994). A Lewin se le asocia con "la fundación de la investigación y la formación en dinámica de grupos y con el establecimiento del estilo de gestión participativa en las organizaciones", nicho que se labró a partir de sus diversos experimentos. En su investigación berlinesa, Lewin utilizó "discusiones de grupo para hacer avanzar su teoría en la investigación". Al hacerlo, se encontraba ciertamente con la complicación de no saber exactamente a quién atribuir las epifanías cuando una idea fructificaba colectivamente. Además de las discusiones en grupo, se interesó cada vez más por la pertenencia a un grupo. Sentía curiosidad por saber cómo se solidificaban o debilitaban las perspectivas de un individuo en relación con el grupo. Intentó averiguar cómo se construía la identidad a partir de puntos de vista y perspectivas. Estos fueron los inicios de lo que acabó convirtiéndose en el "pensamiento de grupo". Lewin empezó a interesarse bastante por la forma en que las ideas eran creadas y luego perpetuadas por la mentalidad de un grupo. No se incluye en este capítulo la importancia que adquirió en el estudio de las dinámicas de grupo en distintas disciplinas, incluido el estudio de John F. Kennedy y la forma en que intentaba interactuar con sus asesores para evitar el pensamiento de grupo.

### Melocotones y cocos
Lewin concibió la Distinción Cultural entre Melocotón y Coco. Las culturas del melocotón, refiriéndose a grupos culturales en el uso metafórico de estas palabras,  incluyen la India, Estados Unidos y la mayor parte de América Latina, además del sur de Europa. Los melocotones tienden a ser suaves y amistosos en la superficie, incluso con los extraños, pero tienen un núcleo interior duro y protector. Las culturas del coco incluyen China, Rusia y la mayor parte de Europa, excepto el sur. La gente de las culturas del coco tiene un núcleo interior blando, pero un exterior duro que puede dar lugar a una percepción de antipatía con los extraños. Sin embargo, una vez que una persona se ha ganado su confianza, pueden ser amigos leales para toda la vida. Esta analogía del melocotón y el coco fue popularizada más tarde por Fons Trompenaars, quien dijo que "explica todo tipo de animosidades que enturbian las amistades interculturales, los negocios y la diplomacia"